# Smittina asymmetrica
Smittina asymmetrica är en mossdjursart som beskrevs av Gordon och Jean-Loup d'Hondt 1997. Smittina asymmetrica ingår i släktet Smittina och familjen Smittinidae. Inga underarter finns listade i Catalogue of Life.